# Galia Lugdunense
La provincia romana de Galia Lugdunense (en latín, Gallia Lugdunensis), también conocida como Galia Céltica o Galia Lionesa era una provincia del Imperio romano que, a grandes rasgos, coincidía con el norte de la moderna Francia. Su capital provincial era Lugdunum, la actual Lyon. Sus límites naturales, los ríos Loira, Saona y Sena, además de las costas del canal de la Mancha y el extremo norte del golfo de Vizcaya. Por lo tanto era una franja territorial que se extendía desde Lugdunum, al sur, hasta la región costera de Armórica (Bretaña y Normandía), al norte.
Galia Lugdunense, junto con Galia Aquitania y Galia Bélgica, fue una de las tres provincias creadas por Augusto en el año 27 a. C. con el fin de administrar los territorios de la anteriormente llamada Galia Comata, que había sido conquistada por Julio César entre 58 y 51 a. C. 
La provincia limitaba al sur con Galia Narbonense, al este con Germania Superior y Galia Bélgica, y al oeste con Galia Aquitania. 

## Ciudades principales
- Andemantunnum (Langres)
- Augustobona (Troyes)
- Augustodunum (Autun)
- Augustodurum (Bayeux)
- Cabillonum (Chalon-sur-Saône)
- Caesarodunum (Tours)
- Cenabum Aureliani (Orleans)
- Colonia Forum Segusiavorum (Feurs)
- Condate (Rennes)
- Gesocribate (Brest)
- Iuliomagus (Angers)
- Lugdunum (Lyon)
- Lutetia Parisiorum (París)
- Portus Namnetum (Nantes)
- Rotomagus (Ruan)
- Suindinum (Le Mans)